# Eublemma carterotata
Eublemma carterotata är en fjärilsart som beskrevs av Dyar 1919. Eublemma carterotata ingår i släktet Eublemma och familjen nattflyn. Inga underarter finns listade i Catalogue of Life.